# 파벨 파르도
파벨 파르도 세구라(스페인어: Pável Pardo Segura, 1976년 7월 26일 ~ )는 멕시코의 은퇴한 축구 선수로 과거 포지션은 수비형 미드필더였으며 클루브 아메리카와 멕시코 국가대표팀의 전설적인 선수로 여겨진다.

## 축구인 경력

### 선수 경력
멕시코의 축구 클럽 클럽 아틀라스에서 프로 축구 경력을 시작한 파르도는 테코스를 거쳐 클루브 아메리카에 입단하였다. 아메리카에서 7시즌을 활약하며 244경기에 출전하였으며 2006년엔 CONCACAF 챔피언스컵 우승을 이끌기도 하였다.
2006년 대표팀 동료 리카르도 오소리오와 함께 VfB 슈투트가르트로 이적하며 유럽 무대에 진출하였다. 슈투트가르트로 이적한 후 맞은 첫 시즌에서 주전 미드필더로 활약하며 팀이 리그에서 우승하는 데 기여하였다.
2009년 친정팀인 아메리카로 이적하며 다시 고국으로 복귀하였다. 아메리카에서 3시즌 간 활약한 후 2011년 자유 계약 신분으로 미국 메이저 리그 사커의 시카고 파이어에 입단하였다.

## 같이 보기
- A매치 100경기 이상 출전한 축구 선수 명단